# Frontera entre la Xina i Corea del Nord
La frontera entre la República Popular de la Xina i la República Popular Democràtica de Corea (xinès tradicional 中朝邊境, pinyin Zhōng–Cháo Biānjìng; hangul 조선민주주의인민공화국-중화인민공화국 국경, romanització Joseon Minjujuui Inmin Gonghwaguk – Junghwa Inmin Gonghwaguk Gukgyeong) és la frontera terrestre que delimita els territoris d'aquests dos Estats. És la frontera històrica entre els règims xinesos i coreans anteriors des de finals del segle xiv. Fou establerta el 1962 pels dos estats actuals i no és acceptada per Corea del Sud, l'altre estat de la Península de Corea.

## Traçat

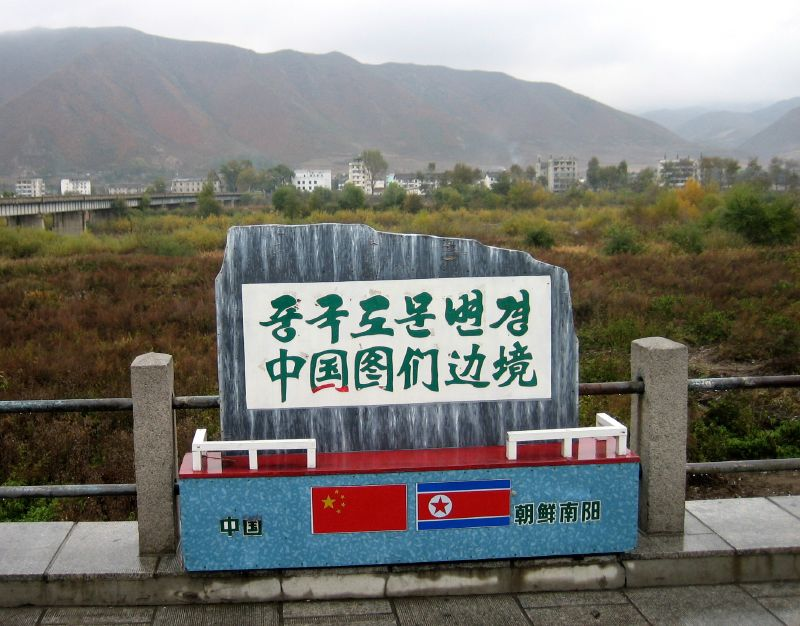
Inscripció que marca la frontera a Jilin

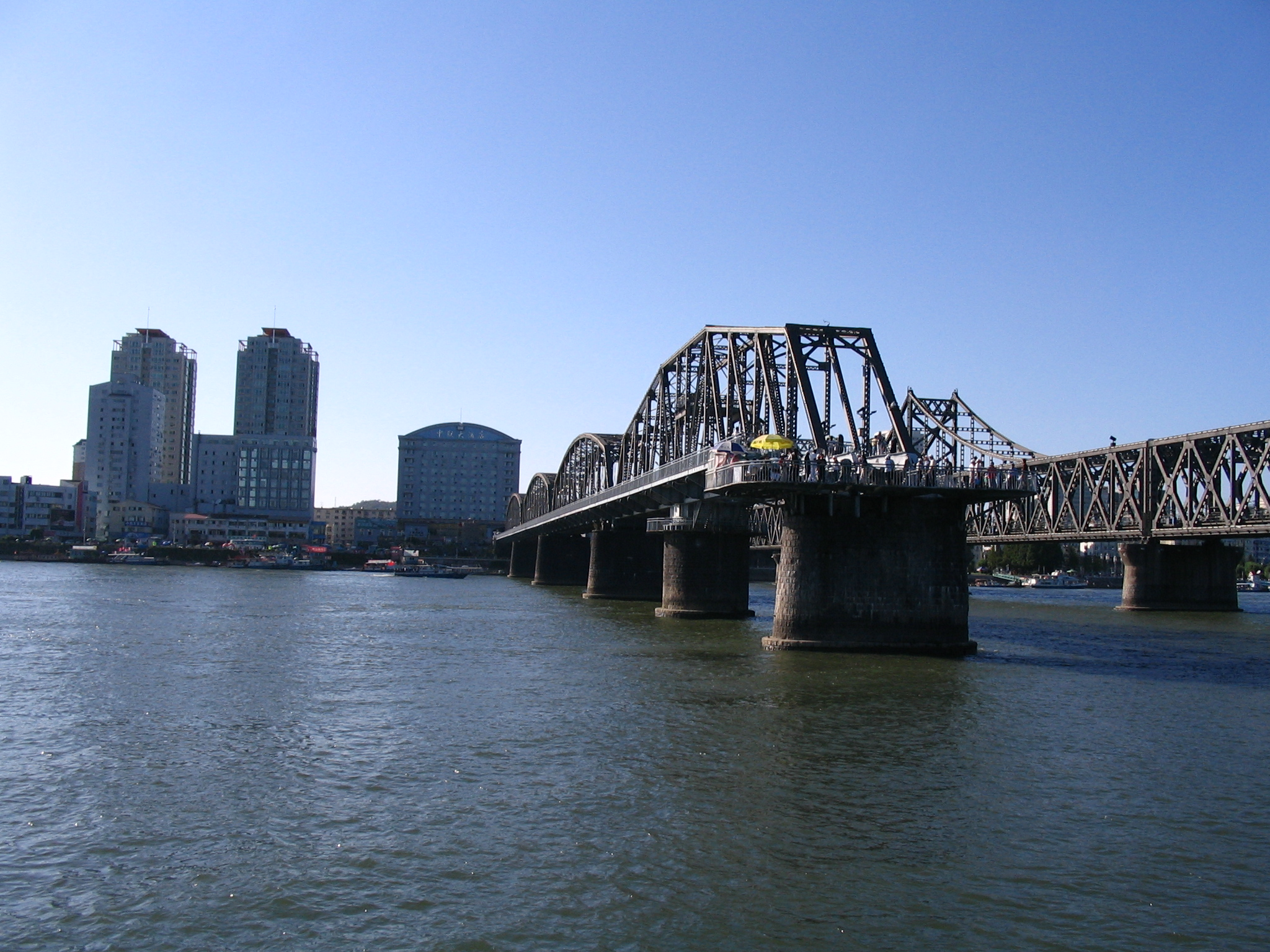
Pont de l'Amistat Xina-Corea, que enllaça Dandong amb Corea del Nord

La frontera té 1.352 kilòmetres de llarg. D'oest a est, el riu Yalu, Mont Paektu, i el riu Tumànnaia divideixen ambdós països.
Dandong, a la província xinesa de Liaoning, al delta del riu Yalu, és la ciutat més gran de la frontera. A l'altra banda del riu es troba la ciutat de Sinuiju a la província de Pyongan del Nord (Corea del Nord). Les dues ciutats estan situades al delta del riu Yalu a l'extrem occidental de la frontera, prop del Mar Groc. Els fronts d'aigua estan connectats pel Pont de l'Amistat Xina-Corea.
Hi ha 205 illes al Yalu. Un tractat fronterer de 1962 entre Corea del Nord i Xina va dividir les illes segons les grups ètnics que hi vivien a cada illa. Corea del Nord posseeix 127 i la Xina 78. A causa dels criteris de divisió, algunes illes com l'illa de Hwanggumpyong pertanyen a Corea del Nord tot i que es troben al costat xinès del riu. Tots dos països tenen drets de navegació sobre el riu, inclòs al delta.
La font del Yalu és el llac Tiānchí al Mont Paektu, considerat el lloc de naixement dels pobles coreans i manxús. Aquest llac també és la font del riu Tumànnaia que forma la part oriental de la frontera.
Hi ha una important quantitat de coreans ètnics al nord-est de la Xina, particularment a la Prefectura autònoma coreana de Yanbian.

## Història
A finals del segle xiv, el límit entre el regne de la dinastia Joseon al sud i l'Imperi Ming al nord es va establir al llarg del riu Yalu (Amrok en coreà) i el riu Tumànnaia.

En roig, la prefectura autònoma coreana de Yanbian al nord-est de la Xina actual, fronterera amb Corea del Nord.

Entre el segle xviii i el segle xx, sorgiren disputes entre els dos països en la ruta al voltant de la Mont Paektu (Muntanya "Changbai" o "Baitou" en xinès), així com Jiandao (Kando en coreà), una àrea poblada pels coreans a la riba esquerra del Tumànnaia.

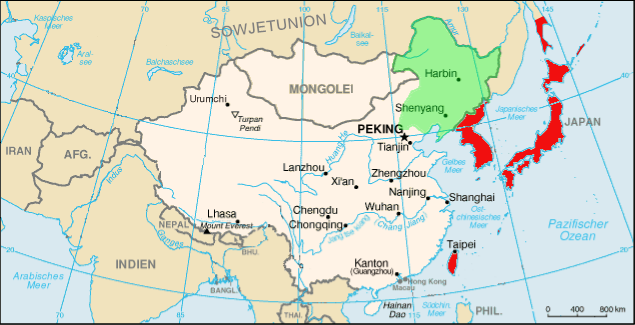
En roig, l'Imperi del Japó en 1930, la Corea inclosa, i en verd Manxukuo.

El 1909, poc abans de la tractat d'Annexió de Corea de 1910, el tractat de Jiandao entre l'Imperi del Japó i l'Imperi Qing reconeix la sobirania xinesa sobre Jiandao, l'actual prefectura autònoma coreana de Yanbian. Durant l'ocupació japonesa de 1910a 1945, la frontera es converteix en la frontera entre la República de la Xina i el Japó fins al 1932, després la del Japó amb el Manxukuo, un estat estat satèl·lit.
Després de Segona Guerra Mundial, la frontera es converteix en la frontera entre la República de la Xina i la República Popular de la Xina, proclamada el 1949, d'una banda, i la zona d'ocupació soviètica a Corea, i a continuació, de la República Popular Democràtica de Corea, proclamada el 1948.
El 1962, els règims comunistes de la Xina i Corea del Nord van signar tractats sobre llurs fronteres amb continguts que durant molt temps es van mantenir en secret. Tots dos rius es confirmen en el seu paper fronterer amb la distribució d'illes i bancs de sorra; l'estuari de Yalu es converteix totalment en norcoreà. Es defineix la frontera de la muntanya Changbai-Paektu es defineix. Tanmateix el dirigent xinès Mao Zedong i el nord-coreà Kim Il-sung han reclamat més la totalitat de la muntanya, com el traçat de la frontera continués sent qüestionat entre els dos estats.
Oficialment, la República de Corea (Corea del Sud) mai no ha emès un avís sobre la frontera entre la Xina i Corea, encara que els mapes de Corea del Sud inclouen Mont Paektu en la seva totalitat. No obstant això, les reivindicacions sobre Jiandao i l'abolició del Tractat de Jiandao van ser plantejades pels parlamentaris sud-coreans durant els 2000 durant les disputes historiogràfiques sobre el regne de Koguryŏ (-37 a 668), el llegat del qual és reclamat pels dos pobles veïns, ja que el seu territori s'endinsava a la península de Corea i Manxúria.

## Comerç i contacte

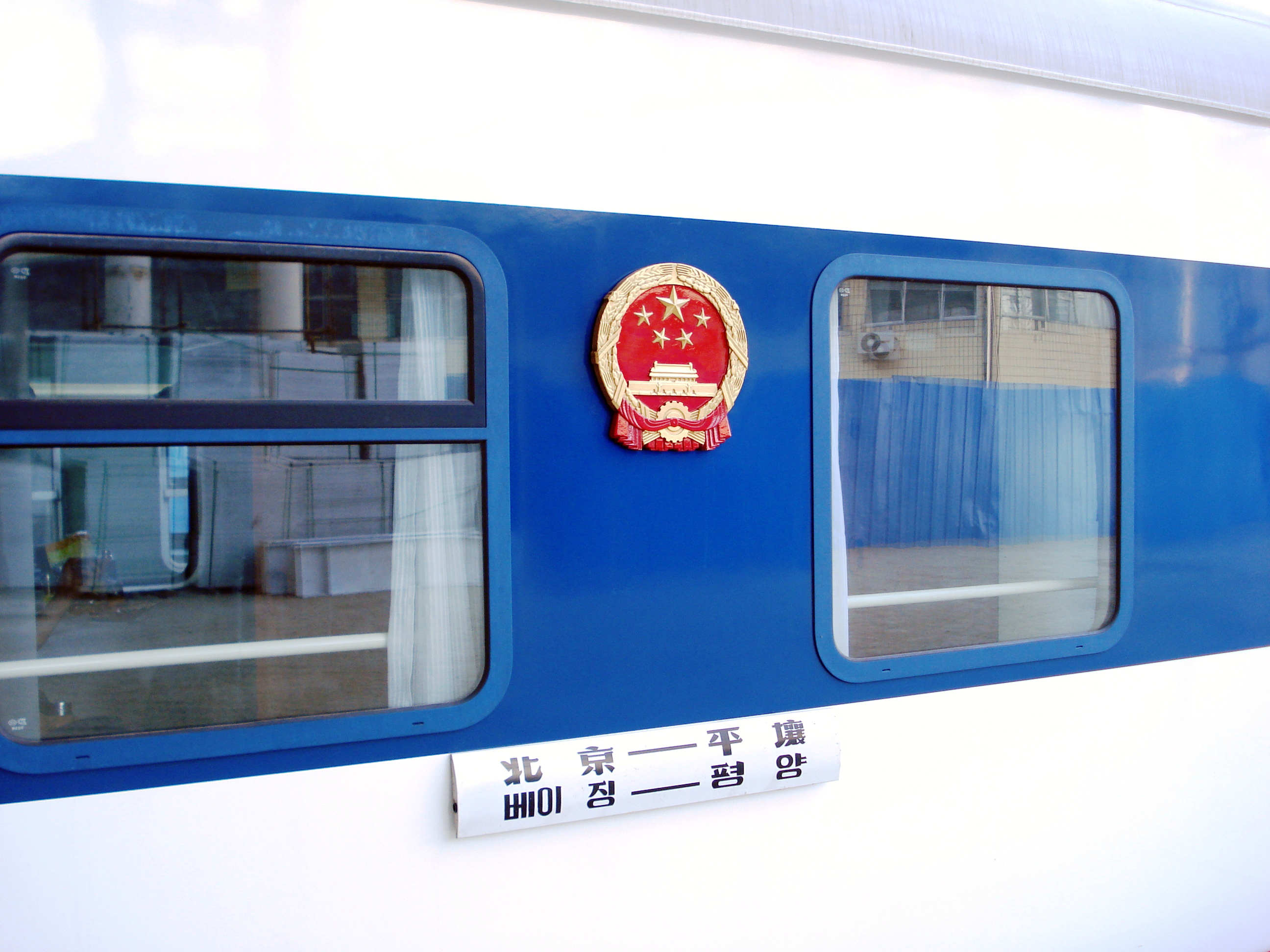
El tren de passatgers Pequín - Pyongyang travessa Dandong

La seva frontera amb la Xina ha estat qualificada de "salvavides al món exterior" de Corea del Nord. La major part del comerç entre la Xina i Corea del Nord passa pel port de Dandong.
Se sap que el servei de telefonia cel·lular xinès s'estén fins a 10 kilòmetres en territori coreà, el que ha conduït al desenvolupament d'un mercat negre per als telèfons mòbils xinesos a les regions frontereres. Les trucades internacionals estan estrictament prohibides a Corea del Nord, i els infractors es posen en perill considerable adquirint aquests telèfons.
Els turistes de Dandong poden fer passejades amb llanxa ràpida al llarg del costat nord-coreà del Yalu i els seus afluents.
Un esdeveniment comú del dia de casament per a moltes parelles xineses implica el lloguer d'embarcacions, posant armilla salvavides sobre la roba de casament i anar a la frontera nord-coreana per fer-se fotos del casament.
Les targetes de memòria i els ossos de peluix són, segons sembla, els articles més populars per a les compres nord-coreanes a Dandong.

## Passos
Hi ha passos fronterers ferroviaris a Dandong, Ji'an, i Tumen.

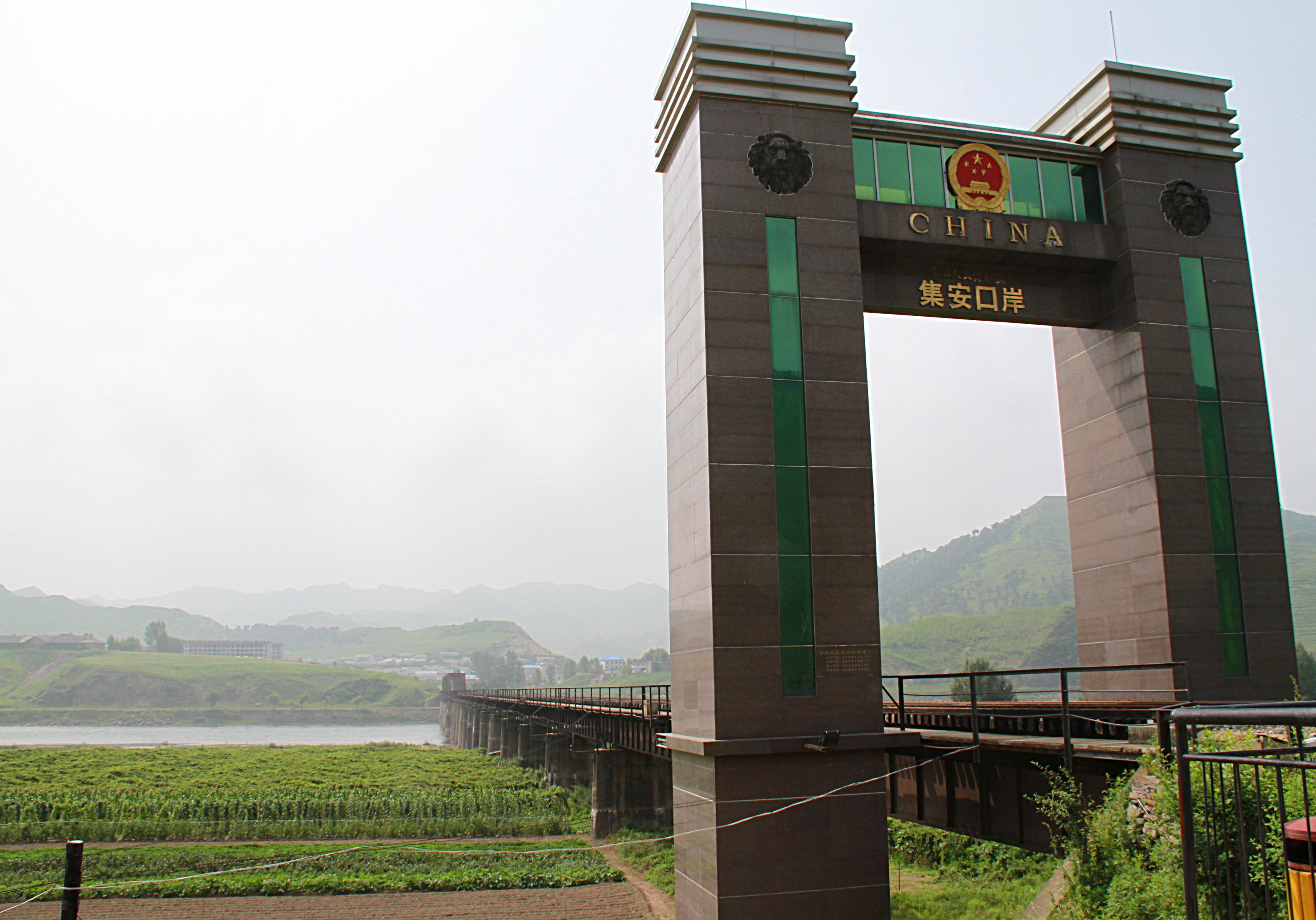
El Pont ferroviari sobre el riu Yalu entre Ji'an, Jilin i Manpo, Chagang a Corea del Nord

El Pont de l'Amistat Xina-Korea, entre Dandong a la Xina i Sinuiju a Corea del Nord, és la connexió ferroviària més utilitzada entre els dos països. Ji'an, al marge del Yalu, a la província de Jilin i a 400 km per ferrocarril des de Siping, es connecta a Manpo a la província de Chagang. Tumen, també a Jilin i a 527 km a l'est de Changchun, està situat al llarg del riu Tumànnaia de Namyang, Hamgyong del Nord.
Hi ha quatre trens setmanals amb travesses dures i toves des de Pequín fins a Pyongyang, així com un ferrocarril setmanal unit al tren de Vladivostok a Moscou, a través de Harbin, Shenyang i Dandong.

## Seguretat fronterera

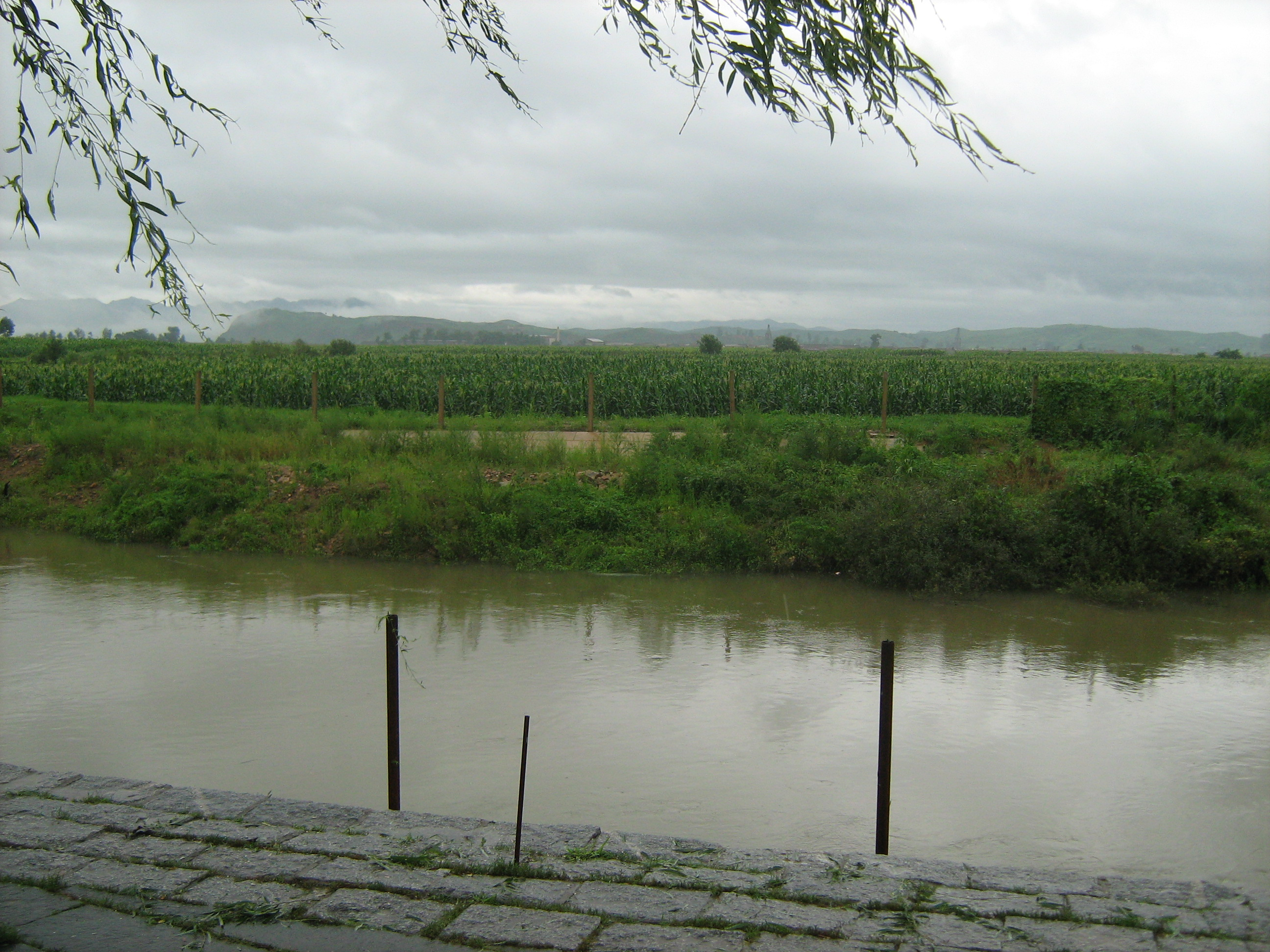
La frontera al delta del riu Yalu vora Dandong en 2012

La frontera amb 1.420 km entre Corea del Nord i la Xina ha estat qualificada de "porosa".Molts desertors nord-coreans travessen cap a la Xina.
El govern xinès va transferir la responsabilitat de gestionar la frontera a l'exèrcit de la policia l'any 2003. Les autoritats xineses van començar a construir tanques de filferro "a les principals rutes de defecció al llarg del riu Tumànnaia" l'any 2003. A principis de setembre de 2006, Xina va erigir una tanca de 20 km a la frontera vora Dandong, al llarg del delta del riu Yalu amb bancs més baixos i amplada més estreta. La tanca de formigó i filferro d'arç va ser elevada de 2,4 metres a 4,6 metres.
El 2007, un funcionari estatunidenc va declarar que la Xina construïa més "tanques i instal·lacions als principals passos fronterers avançats". En el mateix any, es va informar que Corea del Nord havia començat a construir una tanca al llarg d'un tram de 10 m del seu costat del riu Yalu, i també havia construït una carretera per custodiar la zona.
El 2011, es va informar que la Xina estava construint tanques de 4 metre d'alt a prop de Dandong, i que ja havia construït 13 km d'aquesta nova tanca. També es va informar que la Xina reforçava les patrulles i que s'havien construir nous llocs de patrulla en un terreny més alt per donar una visibilitat més àmplia a la zona. Segons un resident de la zona: "És la primera vegada que s'estan construint tanques frontereres tan fortes aquí. Sembla que està relacionat amb la situació inestable a Corea del Nord". El resident també va afegir que anteriorment "algú podia creuar si realment ho volia", ja que la tanca només tenia 3 metres i sense filferro d'arç.
El 2014 un periodista que va visitar Dandong va reportar un baix nivell de seguretat. En 2015 la tanca es va informar com una excepció més que com una norma. En 2015 un fotoperiodista que viatjava al costat de la frontera xinesa va comentar que la tanca era rara i que seria fàcil creuar el Yalu quan es gelava. El mateix informe va assenyalar el contacte amigable entre persones als costats oposats de la frontera En 2018 un fotoperiodista visità la frontera i la va descriure com a "quilòmetre rere quilòmetre de no res, sense custòdia per ningú".
En 2015 un soldat solitari nord-coreà va matar quatre ciutadans xinesos coreans ètnics que vivien al llarg de la frontera de la Xina amb Corea del Nord.
Els rumors de les mobilitzacions de tropes xineses a la frontera freqüentment circulen en moments de tensió elevada a la península de Corea. Segons l'acadèmic Adam Cathcart, aquests rumors són difícils de demostrar i difícil d'interpretar.
Un document filtrat de China Mobile que va ser viral a les xarxes socials xineses el 7 de desembre de 2017 va revelar que suposadament el govern xinès planejava construir cinc "punts d'assentament de refugiats" al llarg de la frontera amb Corea del Nord a Changbai i a Jilin. Això sembla estar preparat per una gran afluència de refugiats de Corea del Nord si el règim de Kim Jong-un s'enfonsava en un possible conflicte amb els Estats Units. "The Guardian va citar el document:" A causa de les tensions transfrontereres ... el comitè del partit [comunista] i el govern del comtat de Changbai han proposat establir cinc campaments de refugiats al comtat".